# Pyrophorus cucujus
Pyrophorus cucujus là một loài bọ cánh cứng trong họ Elateridae. Loài này được Illiger miêu tả khoa học năm 1807.